# Il diari
Il diari era una revista gratuïta en furlà, editat des del 9 de novembre de 2006 fins al gener del 2016. El seu director és Mauro Tossoni. Inicialment era d'aparició mensual, tot i que es projectava augmentar-ne la freqüència. La seva temàtica era variada: notícies, esports, cultura i afers locals. Era distribuït a les províncies d'Udine, Pordenone i Gorizia. La primera tirada fou de 12.000 exemplars. També era possible comprar-lo als quioscs pel preu simbòlic de 20 cèntims. Era l'única publicació en friulà que tenia un caràcter de periodisme general, no limitat a temes furlanístics. Tenia uns cinc cents subscriptors a més d'uns quatre cents descàrregues de la versió en pdf. Per les retallades de les subvencions públiques el 2014 va haver de suspendre la versió empresa i transformar la plana web en bloc de notícies de visibilitat i d'impacte força modests. Des del gener del 2016 la versió en línia està «en fase de manteniment» sense actualitzar. La regió es troba molt lluny de l'objectiu de política lingüístca, anunciat el 2013 d'un quotidià en furlà a realitzar en els propers cinc anys.
Era el més jove de les publicacions periòdiques en furlà, les dues altres són La patrie dal Friûl des del 1946 i el setmanari la Vita Cattolica des del 1926.